# Smail Hamdani
Smail Hamdani, arabul اسماعيل حمداني, (Guenzet, 1930. március 11. – Djasr Kasentina, 2017. február 7.) algériai politikus.

## Élete
1962-ben, Algéria függetlenné válásakor lépett be a Nemzeti Felszabadítási Frontba. 1962 és 1983 között különböző minisztériumokban és kormányzati szerveknél vezető politikai feladatokat végzett. 1983 és 1992 között nagykövetként szolgált több európai országban (Svédország, Spanyolország, Franciaország). 1998. december 15. és 1999. december 23. között Algéria miniszterelnöke volt.